# Sanne van der Werff
Sanne van der Werff (Barendrecht, 11 maart 1998) is een Nederlands topkorfbalster. Zij speelt op het hoogste Nederlandse niveau korfbal, de Korfbal League namens PKC. Daarnaast is zij een speelster van het Nederlands korfbalteam.

## Spelerscarrière

### Begin
Van der Werff begon met korfbal bij Vitesse, Barendrecht. Hier doorliep ze de jeudgteams, maar besloot te verhuizen naar het grotere PKC.

### PKC
Van der Werff maakte in 2016-2017 haar debuut in de Korfbal League. Ze mocht in 1 wedstrijd invallen.
In seizoen 2017-2018 deed Van der Werff mee in 7 wedstrijden en maakte ze ook haar 1e League goal.
Vanaf seizoen 2018-2019 is Van der Werff basisspeler in de hoofdmacht van PKC. In dit eerste seizoen in de basis speelde ze 18 wedstrijden en kwam ze tot 39 goals. In dit jaar behaalde PKC de zaalfinale, waarin Van der Werff startte in de basis. PKC verloor de finale van het Delftse Fortuna.
Voor seizoen 2020-2021 kreeg PKC een nieuwe hoofdcoach, namelijk Wim Scholtmeijer. Onder zijn leiding had PKC een sterk seizoen ; PKC verloor niet in de reguliere competitie en ging als nummer 1 van Poule A de play-offs in. Van der Werff was in het reguliere seizoen met 30 goals de 2e meest scorende dame bij PKC. In de play-off serie werd Van der Werff belangrijker voor de club en werd ze uiteindelijk de vrouwelijke topscoorder van PKC. PKC won in de eerste play-off ronde van DVO en hierna versloeg het TOP. Hierdoor stond PKC, net als in 2019 in de zaalfinale.
In de zaalfinale was Fortuna de tegenstander. Van der Werff scoorde 8 van de 22 PKC goals en werd bekroond tot "Player of the Match". PKC won met 22-18 en was zodoende Nederlands kampioen.
Aan het eind van dit seizoen werd Van der Werff uitgeroepen tot Beste Korfbalster van het Jaar.
In seizoen 2021-2022 deed PKC in het seizoen weer goede zaken. Gedurende de reguliere competitie verloor het slechts 2 wedstrijden. Hierdoor eindigde de ploeg als 2e en haalden ze als 1 van de favorieten de play-offs. In de play-off serie won PKC in 2 wedstrijden van concurrent DVO, waardoor PKC voor het 3e jaar op rij in de zaalfinale stond. Ook voor de 3e jaar op rij was Fortuna weer de tegenstander. De finale, die weer in een vol Ahoy werd gespeeld, was spannend. Uiteindelijk won Fortuna de finale met 22-21, waardoor PKC was onttroond als zaalkampioen.
Iets later, in de veldcompetitie, won PKC in de kruisfinale van LDODK met 17-15 en plaatste zich zodoende voor de veldfinale. In de finale won PKC nipt met 24-23 van DVO. Hierdoor was PKC de nieuwe Nederlandse veldkampioen.
In seizoen 2022-2023 begon PKC in een favorietenrol. De ploeg was in de beginfase van de Korfbal League het sterkste van alle ploegen. In januari 2023 mocht de ploeg zijn kwaliteit laten zien in een vernieuwde opzet van de Europacup, namelijk de Korfball Champions League. PKC versloeg in de halve finale de Belgische zaalkampioen Floriant met 21-13, waardoor het zich plaatste voor de finale. In deze finalestrijd won PKC van de Nederlandse zaalkampioen Fortuna met 19-10 waardoor het de eerste Champions League winnaar was.
In de eigen competitie zette PKC de goede lijn door en stond na de 18 reguliere speelrondes op plek 1 met 30 punten. In de play-off serie moest PKC aantreden tegen het als nummer 4 geplaatste LDODK. In deze best-of-3 serie won PKC in 2 wedstrijden en plaatste zich zodoende voor de 4e zaalfinale op rij. Dit maal was DVO de tegenstander. In de zaalfinale was PKC al snel te sterk en won het met duidelijke cijfers, 33-20. Hiermee pakte PKC ook een record, want het was nog nooit eerder gebeurd in de geschiedenis van de Korfbal League dat een ploeg boven de 30 goals maakte.
Iets later, in de veldcompetitie, deed PKC ook goede zaken. Zo stond de ploeg na de reguliere competitie bovenaan de Ereklasse B. Hierdoor had de ploeg zich geplaatst voor de kruisfinale. In de kruisfinale won PKC met 17-15 van LDODK, waardoor het zich voor het tweede jaar op rij plaatste voor de veldfinale. In de finale was Fortuna de tegenstander en PKC won de wedstrijd met 18-13, waardoor het de veldtitel prolongeerde.
In het volgende seizoen (2023-2024) werd het wederom en sterk seizoen voor PKC. In de zaalcompetitie won PKC 15 van de 18 wedstrijden en stond na de reguliere competitie op de 1e plek. Zodoende ging PKC als favoriet de play-off serie in. In de best-of-3 serie was KZ de tegenstander, de ploeg die als 4e eindigde in de competitie. PKC won in 2 wedstrijden, waardoor het zich plaatste voor de zaalfinale in Ahoy. Net als in het seizoen ervoor was DVO de tegenstander in Ahoy. In deze zaalfinale gaf DVO PKC meer partij, maar ook nu wist PKC de wedstrijd te winnen (23-21). Hierdoor wist PKC hun zaaltitel te prolongeren. Iets later, in de veldcompetitie plaatste PKC ongeslagen zichzelf voor de kruisfinale. Hier was Fortuna de tegenstander en die bleek een maatje te groot, PKC verloor de kruisfinale met 12-11.
Seizoen 2024-2025 zou een bijzonder seizoen worden voor PKC. De ploeg, als titelhouder, begon de competitie wat rommelig. Ploegen zoals DVO, Fortuna en LDODK hadden zich al een tijdje voor de play-offs van de Korfbal League geplaatst en PKC moest met AKC Blauw-Wit uitmaken welke ploeg het laatste play-off ticket zou krijgen. Het kwam aan op de laatste speelronde en PKC verzekerde zich op het nippertje van het laatste play-off plaatsje. Zodoende ging PKC als nummer 4 de play-offs in en moest het daardoor opnemen tegen de nummer 1 van de reguliere competitie, DVO. In de best-of-3 serie won PKC overtuigend in 2 wedstrijden waardoor het (tegen de verwachtingen in) zich alsnog plaatste voor de zaalfinale, voor de 7e keer op rij. In de zaalfinale was Fortuna de tegenstander en PKC won de finale met 21-17, mede dankzij een sterk optreden van Jorien Jordaan. Hierdoor was PKC voor het 3e jaar op rij de zaalkampioen.
Iets later, in de veldcompetitie stond PKC ook in de finale. In de finale was DOS'46 de tegenstander. De finale eindigde in 19-19 gelijkspel en ook na verlenging was er geen winnaar. De finale werd besloten via strafworpen, waarbij DOS'46 de wedstrijd won.

## Erelijst
- Korfbal League kampioen, 4x (2021, 2023, 2024, 2025)
- Ereklasse kampioen, 2x (2022, 2023)
- Beste Korfbalster van het Jaar, 1x (2021)
- Beste Speelster onder 21, 1x (2019)
- Supercup kampioen, 1x (2022)
- Champions League kampioen zaalkorfbal, 3x (2023, 2024, 2025)

## Oranje
Van der Werff speelde voor Jong Oranje (Oranje U21). Hiervoor speelde ze ook in Oranje onder 19.
In 2021 werd Van der Werff door bondscoach Jan Niebeek toegevoegd aan het grote Nederlands korfbalteam.
Van der Werff won goud op de volgende internationale toernooien:
- EK 2021
- World Games 2022
- WK 2023
- EK 2024

In April 2025 maakte bondscoach Ard Korporaal bekend dat Van der Werff niet meer in de selectie van Oranje zat.